# جوشوا
جوشوا (بالدنماركية: Joshua)‏ هو ملحن ومنتج أسطوانات دنماركي، ولد في 1971.

## وصلات خارجية
- جوشوا على موقع ميوزك برينز (الإنجليزية)
- جوشوا على موقع ديسكوغز (الإنجليزية)
- جوشوا على موقع ديسكوغز (الإنجليزية)